# Leybourne
Leybourne – wieś w Anglii, w hrabstwie Kent, w dystrykcie Tonbridge and Malling. Leży 9 km na północny zachód od miasta Maidstone i 45 km na południowy wschód od centrum Londynu.